# Зеноб Грам
Зеноб Теофил Грам (на френски: Zénobe Théophile Gramme) е белгийски инженер, работил главно във Франция.
Той е роден на 4 април 1826 година в Жее-Бодене (днес част от Аме), по това време на територията на Обединено кралство Нидерландия, в семейството на чиновник в каменовъглена мина. Учи дърворезба в Юи и Лиеж, а през 1856 година се установява в Париж. От 1860 година работи за електротехническо предприятие, като първоначално изработва дървени дейтайли за електрически апарати. През 1871 година той създава машината на Грам, първият ефективен генератор на постоянен ток, а малко по-късно установява, че той може да се използва и като електрически двигател – машината на Грам става първият електромотор с промишлено приложение.
Зеноб Грам умира на 20 януари 1901 година в Боа Коломб.